# Periplo de Pseudo-Escílax
El Periplo de Pseudo-Escílax es una obra en griego antiguo, datada a finales del siglo IV o principios del III a. C., que describe un periplo alrededor del mar Mediterráneo, incluyendo el mar Negro y las costas de África más allá de las Columnas de Hércules.

## La obra

### El autor
Esta obra antigua con instrucciones de navegación marítima tiene el título de Περίπλους τῆς θαλάσσης τῆς οἰκουμένης Εὐρώπης καἰ 'Ασίας καἰ Λιβύης (Circunnavegación por las tierras habitadas de Europa, Asia y Libia) y tiene como autor, en su primer párrafo introductorio, el nombre de Escílax de Carianda, en lo que parece una apelación a la autoridad que representa este gran navegante griego al servicio de los persas, famoso por su exploración de las costas del océano Índico del río Indo al golfo Pérsico.
La opinión común y general atribuye la obra a un recopilador anónimo, de ahí lo de Pseudo-Escílax, que sería un geógrafo bajo el reinado de Filipo II de Macedonia, padre de Alejandro Magno. Otros autores consideran que este recopilador se ha basado en otra obra anterior y original de Escílax, eventualmente actualizada a la fecha de recopilación.

### El texto

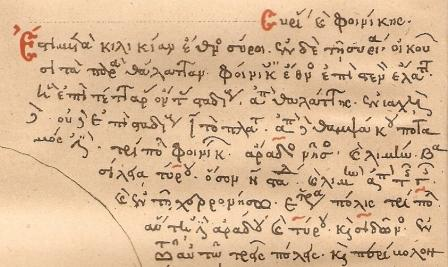
Periplo de Pseudo-Escílax, facsímil de 1855 de la copia conservada del texto griego original del.

Forma un conjunto unitario y coherente, a modo de manual náutico que presenta la circunnavegación (eso es lo que significa literalmente Περίπλους, Periplo), en el sentido de las agujas del reloj, del mar Mediterráneo desde el lado íbero de las Columnas de Hércules, hasta el mar Negro y vuelta por la costa asiática y africana, llegando de nuevo a las Columnas de Hércules y más allá, siguiendo por la costa occidental de África. Este último tramo tiene claramente sus fuentes en un periplo anterior, el Periplo de Hannón. El texto informa de los pueblos ribereños, las ciudades costeras, puertos, desembocaduras de ríos, cabos y otros accidentes geográficos, los lugares donde hacer aguadas y aprovisionarse así de agua dulce, además del número de jornadas de navegación, que informan sobre la navegación costera, además de las actividades comerciales que se realizan entre algunos pueblos ribereños.
Los dos primeros párrafos de la obra tratan de las costas de Iberia, con referencias a Gadir y Emporion; el tercero y cuarto, las costas francesas y ligures actuales. En el quinto se llega hasta Roma, y el sexto y séptimo describen Córcega y Cerdeña, con sus distancias (en jornadas de viaje) entre sí y con la península italiana y África. Así hasta el párrafo 69, donde resume la navegación por las costas de Europa hasta la tierra de los sármatas, con el límite con Asia en el río Tanais (ahora río Don), en el Ponto Euxino. El Pseudo-Escílax señala que los mayores ríos de Europa son el Tanais, el Danubio y el Ródano.
Del párrafo 70 al 106 describe las costas de Asia: desde las tierras de las Amazonas lindantes con los sármatas, pasando por Cólquide (párrafo 81), Paflagonia (90), Bitinia (92), Misia, Frigia, Tróade, Eolia, Lesbos (97), Lidia, Caria, Licia, Panfilia, Cilicia (102), Chipre, Siria y Fenicia (104), Arabia (por Palestina) y Egipto (106), hasta la boca más occidental del río Nilo, la frontera con los libios, ya en África.
Los párrafos 107-111 describen el norte de África, con Cartago y el lado africano de las Columnas de Hércules, mientras que el 112 da noticias de la tierra de más allá, dejando "Libia a babor", hasta 12 días de viaje. El autor señala que más allá el mar no es navegable, y que los pobladores de esa tierra, los etíopes, comercian con los fenicios regularmente, y que habitan esa tierra de ahí hasta Egipto. 
El penúltimo párrafo (113) indica las distancias entre las islas del Egeo en un par de itinerarios muy concurridos de Europa hacia Asia: uno interior, desde Calcis en Eubea hasta Mícala, frente a Samos pasando por Andros, Tinos, Miconos e Icaria; y otro exterior, desde el cabo Malea en el Peloponeso hasta la costa asiática frente a Rodas, pasando por Citera, Aigila, Creta y Karpatos.
El 113 y último párrafo es una clasificación de las veinte islas más grandes del mar Mediterráneo. Como nota, indicar que no se describen las Baleares (Pitiusas y Gimnesias en aquella época).

## Publicaciones modernas
El Periplo de Pseudo-Escílax se ha conservado en un único manuscrito dentro del llamado Códice P. (Parisinus 443), y fue publicado por primera vez, junto con otras obras de geógrafos griegos menores, en 1600, en Augsburgo, por Hoeschel. Vossius lo publicó en Ámsterdam, en 1639; después fue publicado por Hudson en su recopilación Geographi Graeci Minores. En París, se publicó en 1826 por Gail, y en Berlín lo fue en 1831 por R.H. Klausen. Entre 1855 y 1861 por Karl Müller. En España ha sido publicado con traducción a cargo de Luis A. García Moreno y F. Javier Gómez Espelosín en la obra Relatos de viajes en la literatura griega antigua, de Alianza Editorial, Madrid 1996.